# Schloss Entenstein

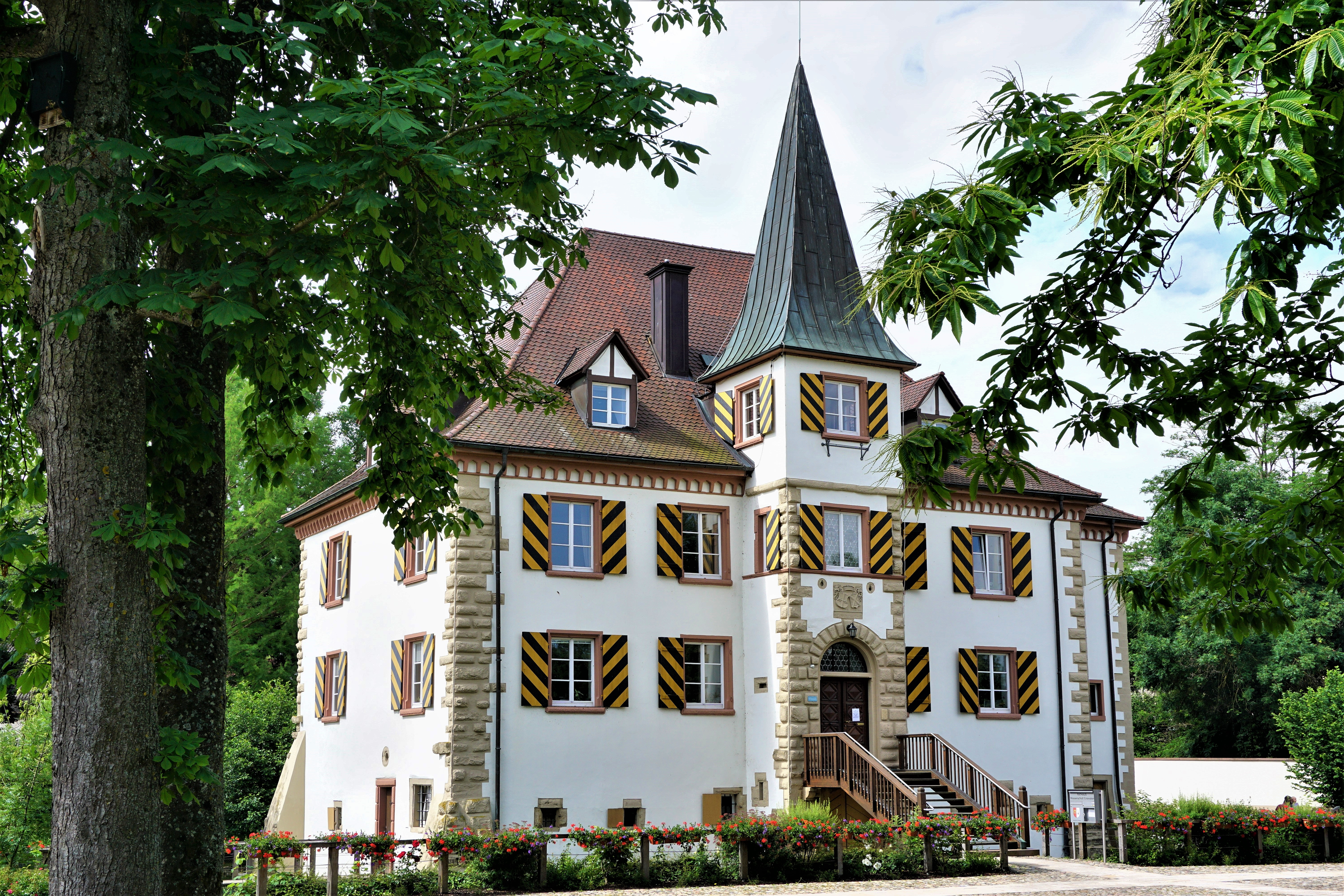
Schloss Entenstein

Schloss Entenstein ist ein Wasserschloss im Ortskern von Schliengen, im Landkreis Lörrach in Baden-Württemberg.

## Geschichte
Die Ursprünge des Schlosses können nicht zweifelsfrei rückdatiert werden. Die erste Nutzung eines Gebäudes an dieser Stelle geht auf Walter von Schliengen im Jahr 821 zurück. Eine Nutzung des Wohnturms könnte bereits um das Jahr 1000 möglich gewesen sein. Im 13. Jahrhundert gilt Rudolf von Üsenberg (1207–1231) als Besitzer von Entenstein.
1525 wurde die Anlage durch das Geschlecht der Nagel von der Alten Schönstein zu einem Schloss ausgebaut. 1725 wurde das Schloss vom Fürstbischof von Basel, Johann Konrad II. von Reinach-Hirtzbach, gekauft und als Sitz der Obervogtei Schliengen des Fürstbistums Basel genutzt. 1805 wurde das Schloss zu einem Oberamtssitz des Landes Baden. Nach 1857 erfolgte ein weiterer Umbau durch die Grafen von Andlau. Der letzte Eigentümer aus dem Geschlecht der von Andlau, Graf Oktav von Andlau, verstarb 1961 und vermachte das Schloss dem Jesuitenorden, der aber keine Verwendung für den Bau hatte.
Die Gemeinde Schliengen pachtete das Schloss zunächst und verlegte einen Teil der Gemeindeverwaltung dorthin. 1965 wurde eine Zentralheizung eingebaut. 1970 wurde das Schloss samt Schlosspark und Kanzleigebäude durch die Gemeinde Schliengen erworben und renoviert. Zunächst wurde der verwilderte Schlosspark hergerichtet und der Öffentlichkeit zugänglich gemacht. 1975 wurde das Schloss außen vollständig renoviert und das Dachgeschoss ausgebaut. Der Wassergraben war um 1850 zugeschüttet worden und es begann eine Diskussion um dessen Wiederherstellung, die dann auch erfolgte. Hierfür musste eine 200 Meter lange Zuleitung vom Maucherner Bach erstellt werden. Beim Aushub des Wassergrabens beteiligten sich die Mitarbeiter des Fördervereins. Um den Bau vor Wasserschäden zu schützen, wurde eine Betonwand vor die Fundamentmauern gesetzt.
Die Finanzierung der gesamten Renovierung wurde aus Mitteln eines Konjunkturprogramms, der Denkmalspflege und durch den Förderverein sichergestellt.

## Heutige Nutzung
Seit seiner Renovierung und Wiederherstellung als Wasserschloss in den Jahren 1975 bis 1977 wird das Schloss als Rathaus genutzt.